# Erbaluce

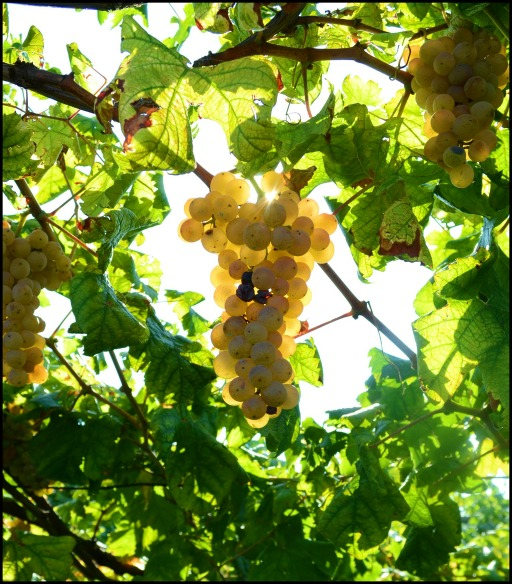
Imagen de la Erbaluce

La erbaluce o erbaluce bianca es una variedad de uva blanca de vino que está cultivada sobre todo en la zona de Caluso, en el Piamonte, Italia.
Además de ser utilizada para fabricar vinos secos de mesa, es utilizada para hacer vinos passito dulces de coloraciones doradas. Tiene una larga historia en la región de Piamonte. El primer registro escrito data de 1606 y es muy probablemente que se originase en las colinas alpinas del norte de Piamonte.

## Vinos
Los vinos elaborados a partir de erbaluce tienden a ser secos con una acidez notable. Mientras que la acidez de la uva la hace ideal para la producción de vinos dulces, los vinos secos necesitan ser muy afrutados para equilibrar esa acidez. Tanto el vino de erbaluce seco como el dulce tienden a mostrar aromas y sabores característicos de la manzana. Desde la década de 1990, los productores piamonteses han estado trabajando en la mejora de la calidad de vinos de erbaluce para ponerlos a la altura de los vinos de cortese y arneis.

## Sinónimos

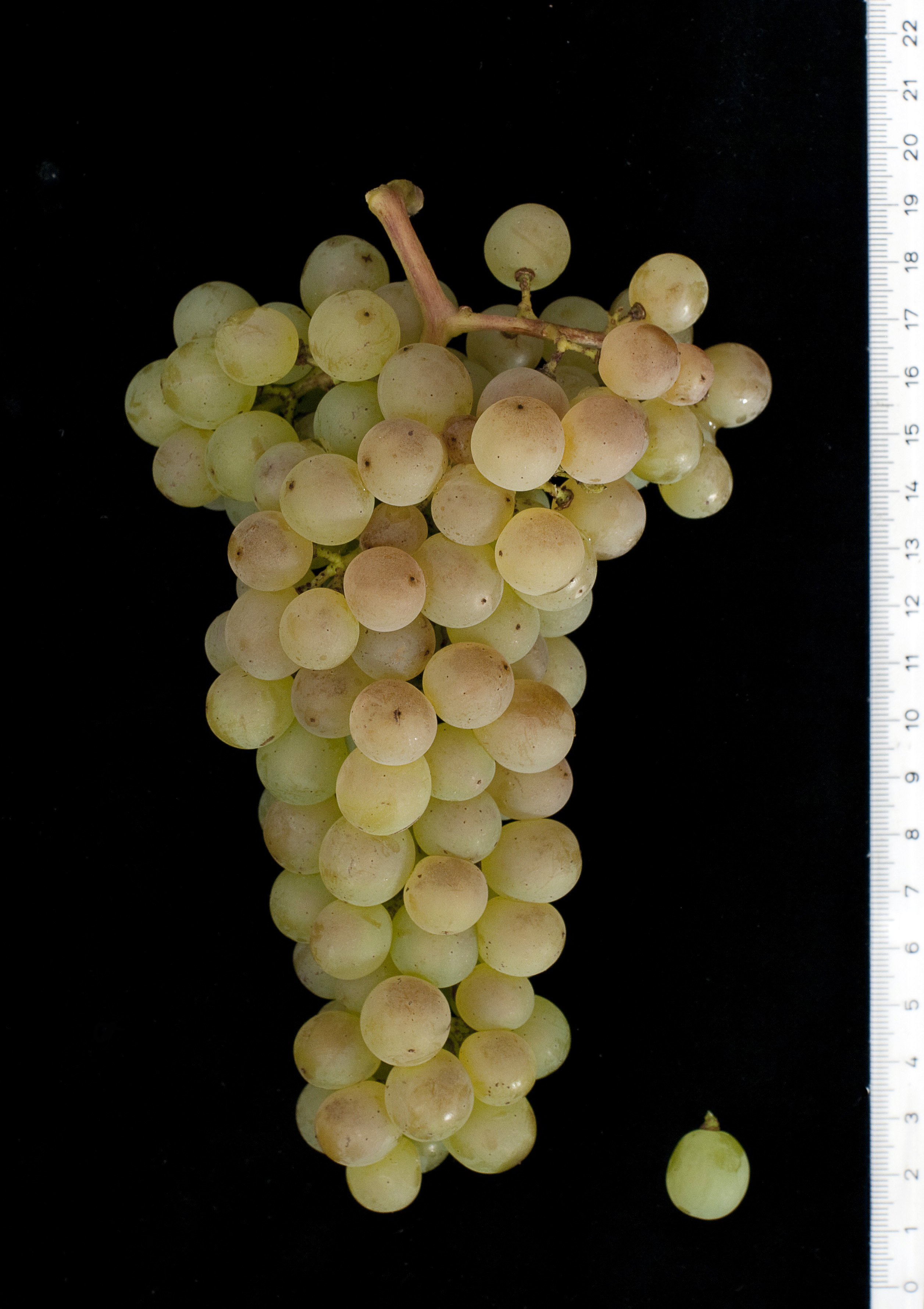
Racimo de Erbaluce Bianca

La erbaluce también es conocida bajo los sinónimos alba lucenti, albaluce, albe lucenti, ambra, bianc rousti, bianchera, bianco rusti, erba luce, erbaluce bianca, erbalucente, erbalucente bianca, erbalus, erbcalon, greco novarese, repcalon, trebbiano gentile, trebbiano perugino, trebbiano verde dell'Umbria, uva rustia, uva rustica y vernazza di Gattinara.